# Liogluta vasta
Liogluta vasta är en skalbaggsart som först beskrevs av Mäklin 1853.  Liogluta vasta ingår i släktet Liogluta och familjen kortvingar. Inga underarter finns listade i Catalogue of Life.